# Ispettore (polizia italiana)
L'ispettore è la seconda qualifica degli ispettori della Polizia di Stato, del Corpo di Polizia Penitenziaria e del Corpo Forestale dello Stato. Tale qualifica è superiore al vice ispettore e sottoposto all'ispettore capo. 

## Caratteristiche
L'ispettore riveste la qualifica di agente di pubblica sicurezza e di ufficiale di Polizia Giudiziaria. Prima del 1995 era gerarchicamente subordinata anche all'ormai abolita qualifica di ispettore principale della Polizia di Stato. La promozione si consegue a ruolo aperto con uno scrutinio per merito assoluto a cui sono ammessi i Vice Ispettori con almeno 2 anni di permanenza nella qualifica.

## Tabella di comparazione delle qualifiche
Il distintivo di qualifica dell'ispettore in uso fino al 2019 era costituito da due pentagoni dorati per il personale della Polizia di Stato e del Corpo Forestale dello Stato, e argentati per il personale della Polizia Penitenziaria.
Il distintivo di qualifica in uso dal 2019 è invece costituito da due pentagoni ed un’aquila dorati.
Segue una tabella di comparazione:

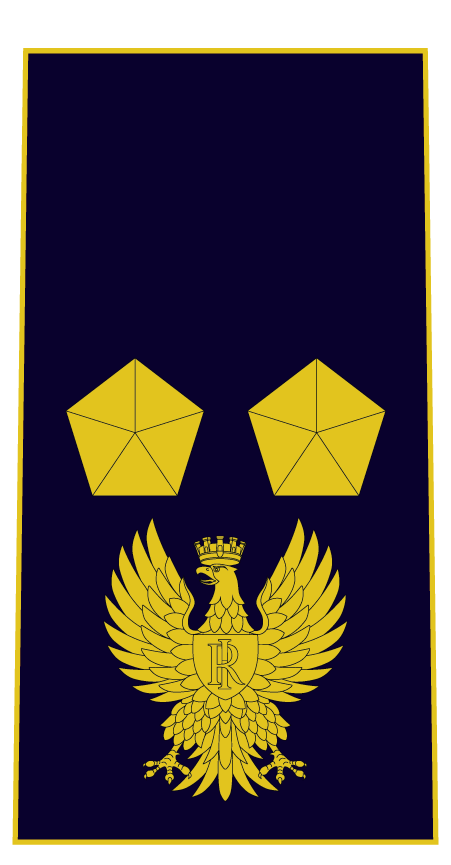
Distintivo di qualifica per controspallina di ispettore della Polizia di Stato
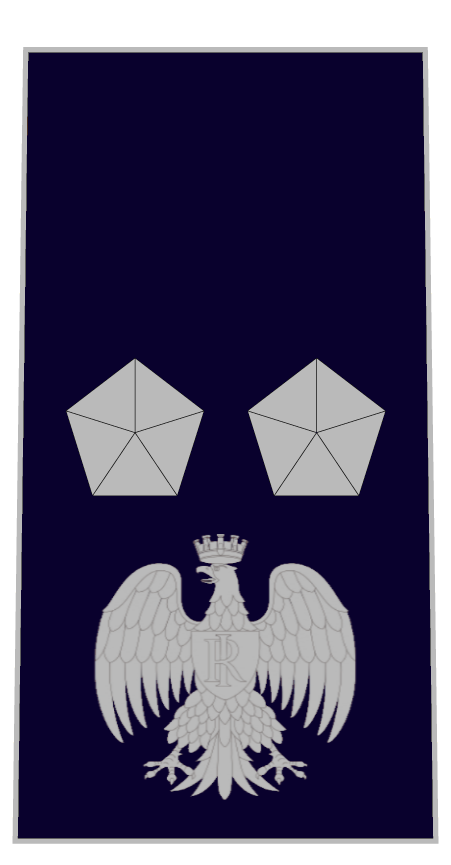
Distintivo di qualifica per controspallina di ispettore della Polizia Penitenziaria

## Comparazione con i gradi delle forze armate italiane

L'insegna per controspallina di maresciallo ordinario dell'Esercito Italiano
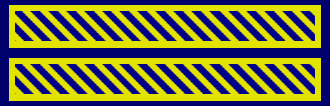
L'insegna di maresciallo di seconda classe dell'Aeronautica Militare
Il distintivo per spalla di capo di seconda classe della Marina Militare
L'insegna per controspallina di maresciallo ordinario dell'Arma dei Carabinieri

## Comparazione con le qualifiche dei corpi ad ordinamento militare

Distintivo di grado per controspallina di maresciallo ordinario della Guardia di Finanza
Distintivo di grado per controspallina di maresciallo ordinario del Corpo militare volontario della Croce Rossa Italiana